# Nathaniel Lee

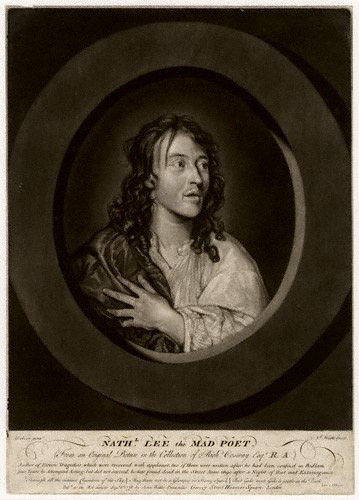
Nathaniel Lee

Nathaniel Lee (* um 1653; † 6. Mai 1692 in London) war ein englischer Dramatiker. Von seinen Zeitgenossen wurde er als der „verrückte Poet“ bezeichnet.

## Leben
Nathaniel Lee war der Sohn von Richard Lee, einem presbyterianischen Geistlichen, der sich nach der Restauration der Kirche von England anschloss und seine Zustimmung zur Hinrichtung von Karl I. verweigerte.
Lee erhielt seine Ausbildung an der Westminster School (nach einigen Quellen an der Charterhouse School) und erwarb den Bachelor-Grad 1668 am Trinity College in Cambridge. Er zog daraufhin nach London, möglicherweise als Schützling von George Villiers, und versuchte seinen Lebensunterhalt als Schauspieler zu verdienen, was jedoch wegen seines akuten Lampenfiebers unmöglich wurde. Seine erste Tragödie Nero, Emperor of Rome wurde 1675 im Theater an der Drury Lane aufgeführt.
Seinen Ruf erarbeitete sich Lee 1677 mit einer Tragödie in Blankversen: The Rival Queens, or the Death of Alexander the Great („Die rivalisierenden Königinnen, oder der Tod Alexanders des Großen“), die von Daniel Purcell und Gottfried Finger vertont wurde. Dieses Stück behandelt die Eifersucht von Roxane, der ersten Frau Alexanders des Großen, auf dessen zweite Frau Stateira. Es war auf englischen Bühnen bis ins 19. Jahrhundert zur Zeit von Edmund Kean ein großer Erfolg. In Zusammenarbeit mit John Dryden schrieb Lee die Tragödie Oedipus, eine Adaptation des Klassikers von Sophokles. The Princess of Cleve (1681) ist eine Adaptation des gleichnamigen Romans von Madame de La Fayette.
Lucius Junius Brutus, Father of His Country („Landesvater Brutus“, 1681 aufgeführt) löste bei Hof einen Skandal aus. Das Stück wurde nach der dritten Vorstellung abgesetzt, weil einige Verse mit der Beschreibung von Tarquinius als Anspielung auf den Charakter Karls II. verstanden wurden. Lees nächste literarische Produktion erfolgte wiederum gemeinsam mit Dryden: in The Duke of Guise („Der Herzog von Guise“) kommen Ereignisse der Pariser Bartholomäusnacht zur Sprache. Auch Lees Mithridates, King of Pontus (1678), Caesar Borgia (1680) und Constantine the Great (1684) behandeln historische Stoffe.
Die folgenden Jahre verbrachte Lee in der ausschweifenden Gesellschaft John Wilmots und seiner Freunde, die sich Merry Gang („fröhliche Bande“) nannten und durch exzessiven Alkoholkonsum auffielen. Als sich sein Ruf zunehmend verschlechterte, verlor er die Unterstützung bei Hofe, und schließlich hieß es, er habe den Verstand verloren. Er verbrachte fünf Jahre im berüchtigten Bedlam Hospital und beklagte seine Lage in einem Brief: „Sie sagten, ich sei verrückt, und ich sagte, sie seien verrückt – und verdammt nochmal, sie überstimmten mich!“ Er erholte sich aber und wurde 1689 entlassen.
1692 starb er in einem Anfall von Trunkenheit und wurde am 6. Mai in der Kirche St Clement Danes begraben.
Seine dramatischen Werke wurden 1734 herausgegeben. Trotz ihrer Extravaganz enthalten sie auch sehr schöne Stellen.